# Open 13 2019
Open 13 Provence 2019 là một giải quần vợt nam thi đấu trên mặt sân cứng trong nhà. Đây là lần thứ 27 giải Open 13 được tổ chức, và là một phần của ATP World Tour 250 của ATP Tour 2019. Giải đấu diễn ra tại Palais des Sports ở Marseille, Pháp, từ ngày 18 tháng 2 đến ngày 24 tháng 2 năm 2019.

## Nội dung đơn

### Hạt giống
| Quốc gia | Tay vợt            | Xếp hạng1 | Hạt giống |
| -------- | ------------------ | --------- | --------- |
| GRE      | Stefanos Tsitsipas | 12        | 1         |
| CRO      | Borna Ćorić        | 13        | 2         |
| BEL      | David Goffin       | 21        | 3         |
| CAN      | Denis Shapovalov   | 25        | 4         |
| ESP      | Fernando Verdasco  | 26        | 5         |
| FRA      | Gilles Simon       | 31        | 6         |
| FRA      | Gaël Monfils       | 33        | 7         |
| FRA      | Jérémy Chardy      | 35        | 8         |

- Bảng xếp hạng vào ngày 11 tháng 2 năm 2019.[2]

### Vận động viên khác
Đặc cách:
- Antoine Hoang
- Ugo Humbert
- Jo-Wilfried Tsonga

Bảo toàn thứ hạng:
- Steve Darcis

Vượt qua vòng loại:
- Matthias Bachinger
- Simone Bolelli
- Egor Gerasimov
- Constant Lestienne

Thua cuộc may mắn:
- Grégoire Barrère
- Sergiy Stakhovsky

### Rút lui
Trước giải đấu
- Chung Hyeon → thay thế bởi  Sergiy Stakhovsky
- Matthew Ebden → thay thế bởi  Denis Kudla
- Kyle Edmund → thay thế bởi  Peter Gojowczyk[3]
- Márton Fucsovics → thay thế bởi  Jiří Veselý
- Pierre-Hugues Herbert → thay thế bởi  Hubert Hurkacz
- Karen Khachanov → thay thế bởi  Ernests Gulbis
- Gaël Monfils → thay thế bởi  Grégoire Barrère
- Andy Murray → thay thế bởi  Andrey Rublev[4]

## Nội dung đôi

### Hạt giống
| Quốc gia | Tay vợt         | Quốc gia | Tay vợt          | Xếp hạng1 | Hạt giống |
| -------- | --------------- | -------- | ---------------- | --------- | --------- |
| AUT      | Oliver Marach   | CRO      | Mate Pavić       | 15        | 1         |
| RSA      | Raven Klaasen   | NZL      | Michael Venus    | 26        | 2         |
| JPN      | Ben McLachlan   | NED      | Matwé Middelkoop | 67        | 3         |
| UKR      | Denys Molchanov | SVK      | Igor Zelenay     | 129       | 4         |

- 1 Bảng xếp hạng vào ngày 11 tháng 2 năm 2019.

### Vận động viên khác
Đặc cách:
- Jeevan Nedunchezhiyan /  Purav Raja
- Petros Tsitsipas /  Stefanos Tsitsipas

### Rút lui
- Simone Bolelli

## Nhà vô địch

### Đơn
- Stefanos Tsitsipas đánh bại  Mikhail Kukushkin, 7–5, 7–6(7–5)

### Đôi
- Jérémy Chardy /  Fabrice Martin đánh bại  Ben McLachlan /  Matwé Middelkoop, 6–3, 6–7(4–7), [10–3]